# Talismania aphos
Talismania aphos är en fiskart som först beskrevs av Bussing, 1965.  Talismania aphos ingår i släktet Talismania och familjen Alepocephalidae. Inga underarter finns listade i Catalogue of Life.